# Karole Rocher
Pour les articles homonymes, voir Rocher.
Karole Rocher, née le 4 juillet 1974 à Bezons, est une actrice, réalisatrice et scénariste française.

## Biographie

### Enfance et formation
Karole Rocher grandit à Sartrouville dans un milieu ouvrier. D'origine corse du côté maternel, elle noue un lien fort avec l'Île de Beauté où elle passe tous ses étés auprès de ses grands-parents lorsqu'elle était enfant et adolescente.
À l'âge de 17 ans, elle est contrainte de quitter le foyer familial. Elle exerce alors le métier de serveuse dans un café.
En 1995, elle est repérée dans la rue par la costumière Gigi Lepage. Par son intermédiaire, elle apparaît dans le clip de Princess Erika réalisé à La Ciotat par Olivier Dahan, Faut qu’j'travaille, avec le débutant Romain Duris.

### Débuts et révélation
Remarquée alors par Olivier Dahan pour ce clip, Karole Rocher se voit ensuite confier son premier rôle par le réalisateur franco-algérien Rachid Bouchareb dans L’honneur de ma famille, avec Roschdy Zem.
Elle rencontre la réalisatrice Sylvie Verheyde, en 1997, qui l'entraîne à faire ses débuts au cinéma dans son premier film, Un frère, dans lequel elle interprète une jeune fille désespérément attachée à son premier amour. Elle joue avec Emma de Caunes et Jeannick Gravelines.
En 2000, elle poursuit son chemin en tournant dans le film dramatique Sauve-moi de Christian Vincent, où elle retrouve l'acteur Roschdy Zem. La même année, Sylvie Verheyde lui propose à nouveau de jouer, dans son film Princesses, comédie dramatique produite par Cédric Klapisch et Bruno Levy.
En 2001, on la remarque devant la caméra d'Anne Fontaine dans Comment j'ai tué mon père aux côtés de Charles Berling et Michel Bouquet, puis on la voit apparaître, deux ans plus tard, dans Adieu d'Arnaud des Pallières, avec Michael Lonsdale.
Après avoir collaboré avec Julien Seri dans Scorpion, en 2007, s'ensuit une troisième collaboration avec Sylvie Verheyde dans Stella. La même année, elle fait aussi une apparition dans un clip musical du chanteur français Benjamin Biolay, Dans ta bouche, réalisé par Laetitia Masson.

### Confirmation

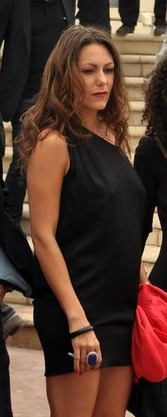
Karole Rocher au Festival de Cannes 2011.

L'année 2009 marque un tournant. D'abord, Maïwenn propose à Karole Rocher de jouer une version fictive d'elle-même dans le très remarqué Bal des actrices, dans lequel elle collabore avec un panel d'actrices françaises telles que Karin Viard, Jeanne Balibar, Romane Bohringer, Julie Depardieu ou encore Marina Foïs. Puis à la télévision, elle interprète le principal personnage féminin de l'acclamée série policière de Canal +, Braquo, dont la saison inaugurale est supervisée par Olivier Marchal et Frédéric Schoendoerffer. Le programme connaitra plusieurs saisons, qui lui permettront de développer le rôle du Lieutenant Roxane Delgado, en compagnie de Jean-Hugues Anglade, Nicolas Duvauchelle et Joseph Malerba.
Le succès de la série lui permet d'enchaîner les films. En 2011, elle fait partie du casting quatre étoiles réuni par Thierry Klifa pour le drame Les Yeux de sa mère. Elle tient l'un des seconds rôles du nouveau film de bande de Robert Guédiguian, Les Neiges du Kilimandjaro, et participe au thriller Dernière Séance, de Laurent Achard. Enfin, elle retrouve Maïwenn pour l'acclamé drame Polisse, film qui connaît un large succès critique et public, où sa performance lui permet de décrocher une nomination au César de la meilleure actrice dans un second rôle.
Elle ne tourne dès lors qu'un film par an, mais dans des registres de plus en plus légers. En 2012, elle retrouve  Sylvie Verheyde qui lui confie un second rôle dans le drame historique Confession d'un enfant du siècle. En 2013, elle évolue dans la comédie dramatique Tip Top, de Serge Bozon. En 2014, elle enchaîne la comédie dramatique Les Yeux jaunes des crocodiles, de Cécile Telerman, et la satire Fastlife, écrite, réalisée et jouée par son compagnon Thomas Ngijol.

### Vie privée
Karole Rocher est mère de quatre filles, Barbara Biancardini (1996), Gina Jimenez (2001) née de sa relation avec le réalisateur Cédric Jimenez, enfin Angelina (2014) et Carmen (2017), issues de sa relation avec le comédien et humoriste Thomas Ngijol.
Elle est très proche des acteurs Nicolas Duvauchelle, rencontré sur le tournage de la série Braquo en 2009, et JoeyStarr, avec qui elle a notamment tourné dans Le Bal des actrices et joué dans son clip Jour de sortie. Les trois acteurs se sont également donné la réplique dans le film Polisse de Maïwenn en 2011.

## Filmographie
Sauf indication contraire, les informations mentionnées dans cette section peuvent être confirmées par les bases de données cinématographiques IMDb et Allociné,  présentes dans la section « Liens externes ».

### Actrice

#### Cinéma

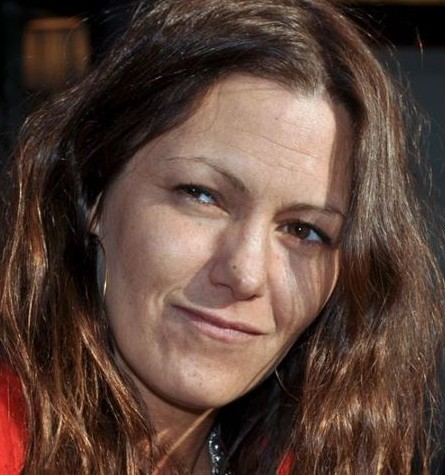
Karole Rocher au déjeuner des nommés des César du cinéma 2012.

- 1997 : Un frère de Sylvie Verheyde : Virgine
- 1998 : L'Annonce faite à Marius de Harmel Sbraire
- 2000 : Sauve-moi de Christian Vincent : Cécile
- 2000 : Princesses de Sylvie Verheyde : Virginie
- 2001 : Forever After de Janelle McLean : Annie Collins
- 2001 : Comment j'ai tué mon père d'Anne Fontaine : Laetitia
- 2003 : Osmose de Raphaël Fejtö : la vendeuse de vêtements
- 2003 : Adieu de Arnaud des Pallières : Servanne
- 2007 : Scorpion de Julien Seri : Virginie
- 2008 : Stella de Sylvie Verheyde : Roselyne, la mère de Stella
- 2009 : Le Bal des actrices de Maïwenn : Karole Rocher
- 2010 : Bus Palladium de Christopher Thompson : Françoise, la mère de Manu
- 2011 : Les Yeux de sa mère de Thierry Klifa : Sylvie, l'éditrice
- 2011 : Polisse de Maïwenn : Chrys
- 2011 : Les Neiges du Kilimandjaro de Robert Guédiguian : la mère de Christophe
- 2011 : Dernière Séance de Laurent Achard : la mère de Sylvain
- 2012 : Confession d'un enfant du siècle de Sylvie Verheyde : Marco
- 2013 : Tip Top de Serge Bozon : Virginie Benamar
- 2014 : Les Yeux jaunes des crocodiles de Cécile Telerman : Josiane Lambert
- 2014 : Fastlife de Thomas Ngijol : Pauline
- 2016 : Sex Doll de Sylvie Verheyde : Raphaëlle
- 2017 : Paris la blanche de Lidia Terki : Tara
- 2017 : Madame Hyde de Serge Bozon : la collègue
- 2019 : Black Snake, la légende du serpent noir de Thomas Ngijol et Karole Rocher : Françoise Langlos
- 2021 : Madame Claude de Sylvie Verheyde : Madame Claude
- 2022 : Fratè de Karole Rocher et Barbara Biancardini : Marie-Rose
- 2024 : Comme un fils de Nicolas Boukhrief : Harmel Kirshner

#### Télévision
- 1998 : L'Honneur de ma famille de Rachid Bouchareb
- 2001 : Un amour de femme  de Sylvie Verheyde
- 2009 : Vitrage à la corde de Larbi Naceri
- 2009 : Braquo (saison 1) d'Olivier Marchal et Frédéric Schoendoerffer
- 2011 : Braquo (saison 2) de Philippe Haïm et Éric Valette
- 2013 : Les Anonymes - Ùn' pienghjite micca de Pierre Schoeller
- 2014 : Braquo (saison 3) de Frédéric Jardin et Manuel Boursinhac
- 2015 : Braquo (saison 4) de Xavier Palud et Frédéric Jardin
- 2015 : Frères d'armes (série historique) de Rachid Bouchareb et Pascal Blanchard, épisode sur Charles Lanrezac : narratrice (voix)
- 2017 : On l'appelait Ruby de Laurent Tuel
- 2022 : Comme des reines de Marion Vernoux
- 2025 : Frotter frotter de Marion Vernoux

#### Clips
- 1995 : Faut qu'j'travaille de Princess Erika, réalisé par Olivier Dahan[réf. nécessaire]
- 2007 : Dans ta bouche de Benjamin Biolay, réalisé par Lætitia Masson[réf. nécessaire]
- 2011 : Jour de sortie de JoeyStarr[réf. nécessaire]
- 2012 : Aime mon amour de Benjamin Biolay, réalisé par elle-même[7]

### Réalisatrice
- 2003 : Who's the Boss : Boss of Scandalz Strategyz, documentaire coréalisé avec Cédric Jimenez
- 2012 : Aime mon amour, clip de Benjamin Biolay[7]
- 2019 : Black Snake, la légende du serpent noir, coréalisé avec Thomas Ngijol
- 2022 : Fratè, coréalisé avec Barbara Biancardini

### Scénariste
- 2019 : Black Snake, la légende du serpent noir d'elle-même et Thomas Ngijol - adaptation

## Distinctions
Sauf indication contraire, les informations mentionnées dans cette section peuvent être confirmées par les bases de données cinématographiques IMDb et Allociné,  présentes dans la section « Liens externes ».
- César 2012 : nomination au César de la meilleure actrice dans un second rôle pour Polisse